# آلکساندروف، شهرستان ژیراردوف
آلکساندروف، شهرستان ژیراردوف (به لاتین: Aleksandrów, Żyrardów County) یک منطقهٔ مسکونی در لهستان است که در Gmina Wiskitki واقع شده‌است.